# Restatement of law
Un restatement of law è una fonte del diritto degli Stati Uniti d'America, che opera ciò che nel diritto continentale europeo va sotto il nome di consolidazione.

## Storia
Nacquero con lo scopo di mettere in ordine e chiarificare il diritto americano grazie l'opera dell'American Law Institute nel 1923. Questi documenti armonizzano il Common Law americano e tendono ad essere riconfermati dalle Corti, che ne fanno uso.

## Struttura
Il Restament in ciascuna materia si presenta sempre come un testo legislativo; è opera di più Reporters e spesso si tratta di docenti giuristi in collaborazione con giudici ed altre figure professionali. Ciascun Restament è diviso in sezioni, che contengono i principi e le regole fondamentali concernenti una materia particolare; soprattutto vengono riformulati i testi preesistenti, alla luce dei principi giurisprudenziali della Corte Suprema Federale.
I testi vengono aggiornati alla stessa maniera.
I Restatements sono importanti soprattutto per armonizzare il diritto statunitense. Il testo è formato da proposizioni generali riassuntive, estratte dal diritto casistico (case law), o, come scrive con efficace espressione Goffrey C. Hazard junior, " a restatement is based upon decision pronounced by courts but is formulated like a statute".
Il restatement fa opera di "fotografia", ma anche di mediazione, tra i varii e differenti orientamenti, nel senso di far prevalere per lo più la soluzione più moderna e "razionale": in tal senso "armonizza" il Common Law americano.